# Nearctodesmus cerasinus
Nearctodesmus cerasinus är en mångfotingart som först beskrevs av Charles Thorold Wood 1864.  Nearctodesmus cerasinus ingår i släktet Nearctodesmus och familjen Nearctodesmidae. Inga underarter finns listade i Catalogue of Life.